# Schloss Freudenberg

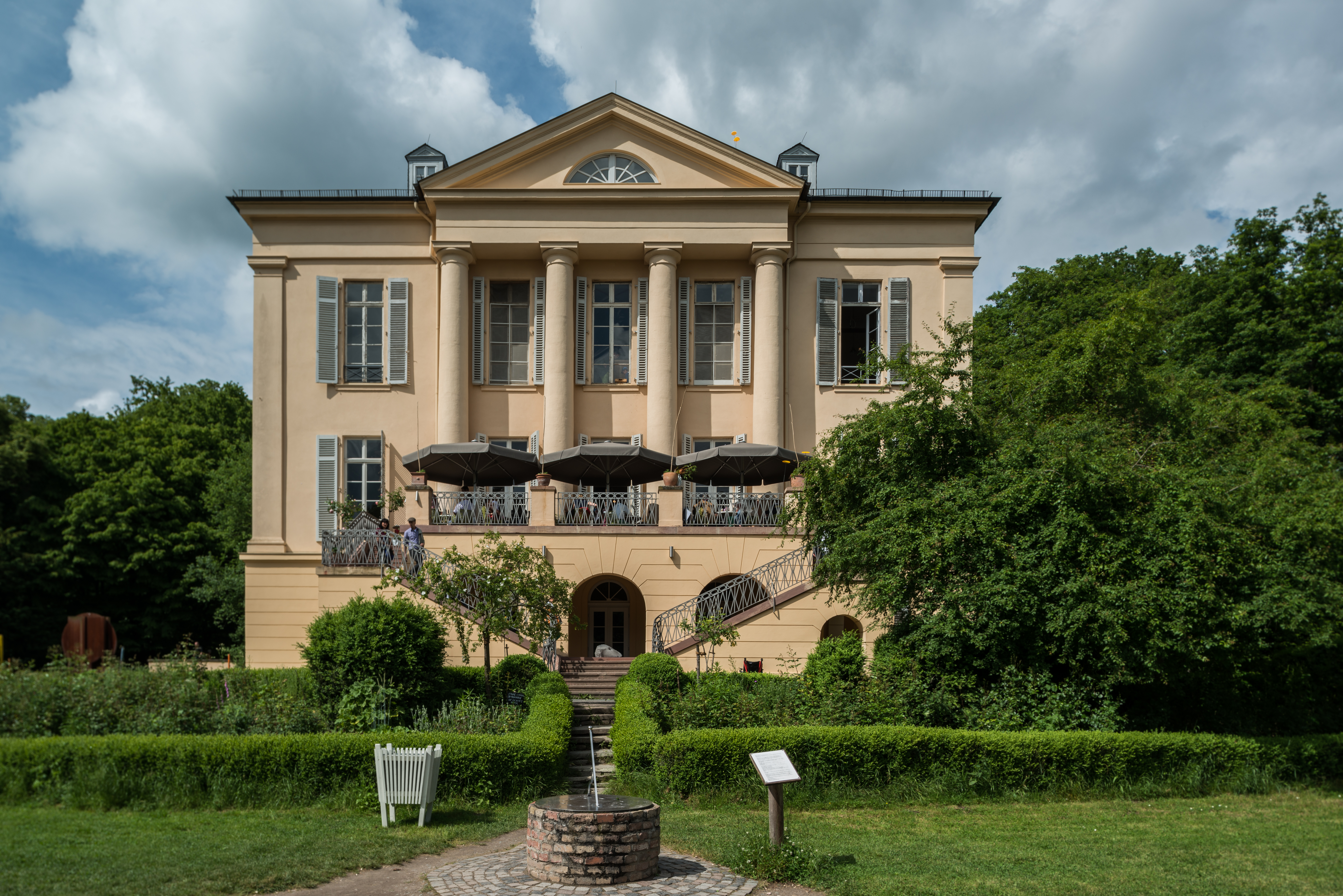
Südwestansicht des Schlosses.

Das Schloss Freudenberg in der hessischen Landeshauptstadt Wiesbaden, Stadtteil Dotzheim ist seit 1993 ein Erfahrungsfeld zur Entfaltung der Sinne und des Denkens.

## Geschichte
Das Schloss Freudenberg ist eine schlossartige Villa, die von 1904 bis 1905 nach Plänen des Architekten Paul Schultze-Naumburg inmitten eines Parks errichtet wurde. Auftraggeber waren der aus Schottland stammende Kunstmaler James Pitcairn-Knowles und Marie Eugénie Victoire Guérinet (1870–1959). Das Paar bewohnte das Schloss nur drei Jahre lang bis 1908. Architektonische Vorbilder waren offenbar palladianische Villen im Allgemeinen, jedoch im Besonderen das ebenfalls bei Wiesbaden gelegene und von 1822 bis 1826 erbaute Jagdschloss Platte der Herzöge von Nassau.
Seit 1910 war „Freifrau Entreß v. Fürsteneck“ die Besitzerin des Schlosses Freudenberg, wie in den historischen Wiesbadener Adressbüchern aufgeführt ist. Ab 1914 wird dort „Baron Hans v. Fürsteneck“ genannt. Nach dem Ersten Weltkrieg wandelte sich Schloss Freudenberg zu einem Offizierskasino der französischen Armee und dann zu einem Sommersitz des Wiesbadener Palast-Hotels. Um 1920 richtete der Landkreis Essen dort das „Kinderheim Taunusblick“ ein, das später von der Stadt Essen übernommen und 1931 geschlossen wurde. Zwei Jahre später wurde das Schloss von der Gauamtsleitung der NS-Frauenschaft Essen als Mütterheim genutzt und gehörte zum Lebensborn e. V.
Im Jahr 1939 wurde das Schloss an die Heeresstandortverwaltung Wiesbaden verkauft. Nach Kriegsende betrieben die Streitkräfte der Vereinigten Staaten für die nahegelegene Kaserne Camp Pieri im Schloss ein Offizierskasino. 1973 übergab die US-Armee das extrem sanierungsbedürftige Gebäude an die Bundesvermögensverwaltung. Von 1977 bis 1984 nutzte die United Pentecostal Church das Gebäude und betrieb hier eine Bibelschule, einen Buchladen, eine Teestube und einen Gottesdienstraum. Anschließend stand das Schloss leer und verfiel. Zerstörung, Vandalismus und Brandschäden waren die Folge.
1993 übernahm die Gesellschaft Natur & Kunst gemeinnütziger e. V. aufgrund einer Initiative von Matthias Schenk und Beatrice Dastis Schenk, zusammen mit einer Gruppe von Künstlern, Handwerkern und Pädagogen das Schloss sowie den Park. Unter dem Leitmotiv Sanierung = Heilung durch Kunst und Kultur wurde das erste Erfahrungsfeld zur Entfaltung der Sinne und des Denkens gegründet.

## Sanierung und Erfahrungsfeld
Zu Beginn der Gebäudesanierung im Jahr 1994 hat Emil Hädler, Professor an der Fachhochschule Mainz und Experte für Altbauinstandhaltung, den Leitsatz Sanierung = Heilung durch Kunst formuliert. Im traditionellen Sanierungskonzept wird eine Gebäudenutzung für die Zeit der Maßnahmen komplett eingestellt oder nur unter erschwerten Bedingungen fortgeführt. Im Schloss Freudenberg dagegen laufen Nutzung und Sanierung bewusst kontinuierlich parallel: ein sich ständig änderndes Provisorium soll jeweils neue Möglichkeiten der Wahrnehmung eröffnen. Inzwischen ist diese Methode, das Erfahrungsfeld der Sinne in einem Gebäude und Grünanlage zu gestalten, ein Impuls für weitere Erfahrungsfelder europaweit und weltweit geworden.
Die Entwicklung der künstlerischen Aktivitäten bezieht sich auf das Erfahrungsfeld zur Entfaltung der Sinne von Hugo Kükelhaus, welches mit 160 Stationen, Instrumenten und Versuchen nach den Vorbildern von diesem bestückt ist. Es ist eine Art „Labor“, in dem jeder experimentieren kann. Man begibt sich bewusst auf eine Entdeckungsreise der eigenen Wahrnehmungsfähigkeiten mit allen Sinnen. Diese permanente Ausstellung wird von den Begründern des Vereins als Gesamtkunstwerk bezeichnet, im Sinne der Sozialen Plastik von Joseph Beuys und finanziert sich selbst durch den Eintrittsgelder, Tagungen, Seminaren und Kulturveranstaltungen, die stattfinden.

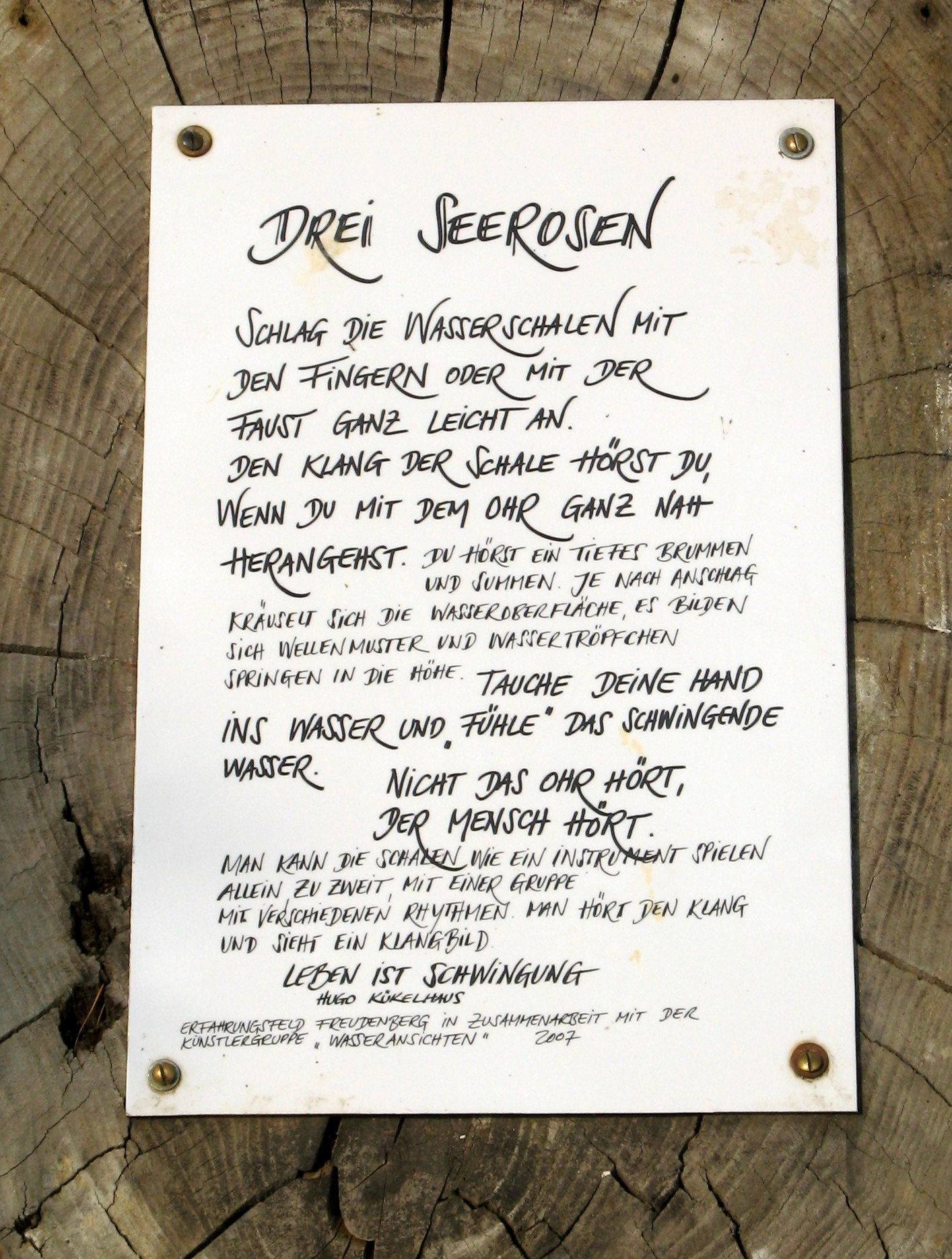
Anleitungen in typischer Handschrift
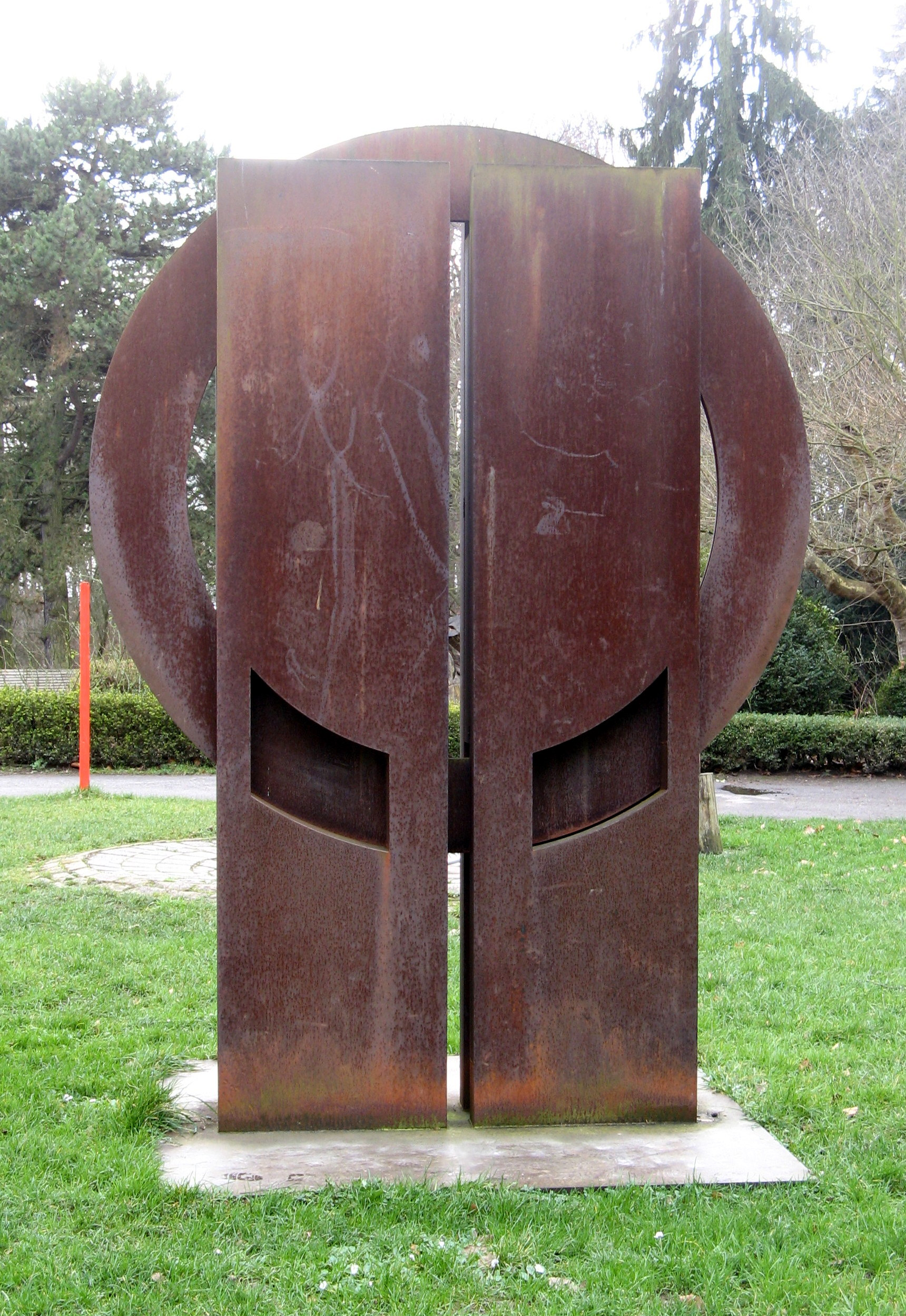
Vincenzo Baviera: Der Stehdreher, 1994
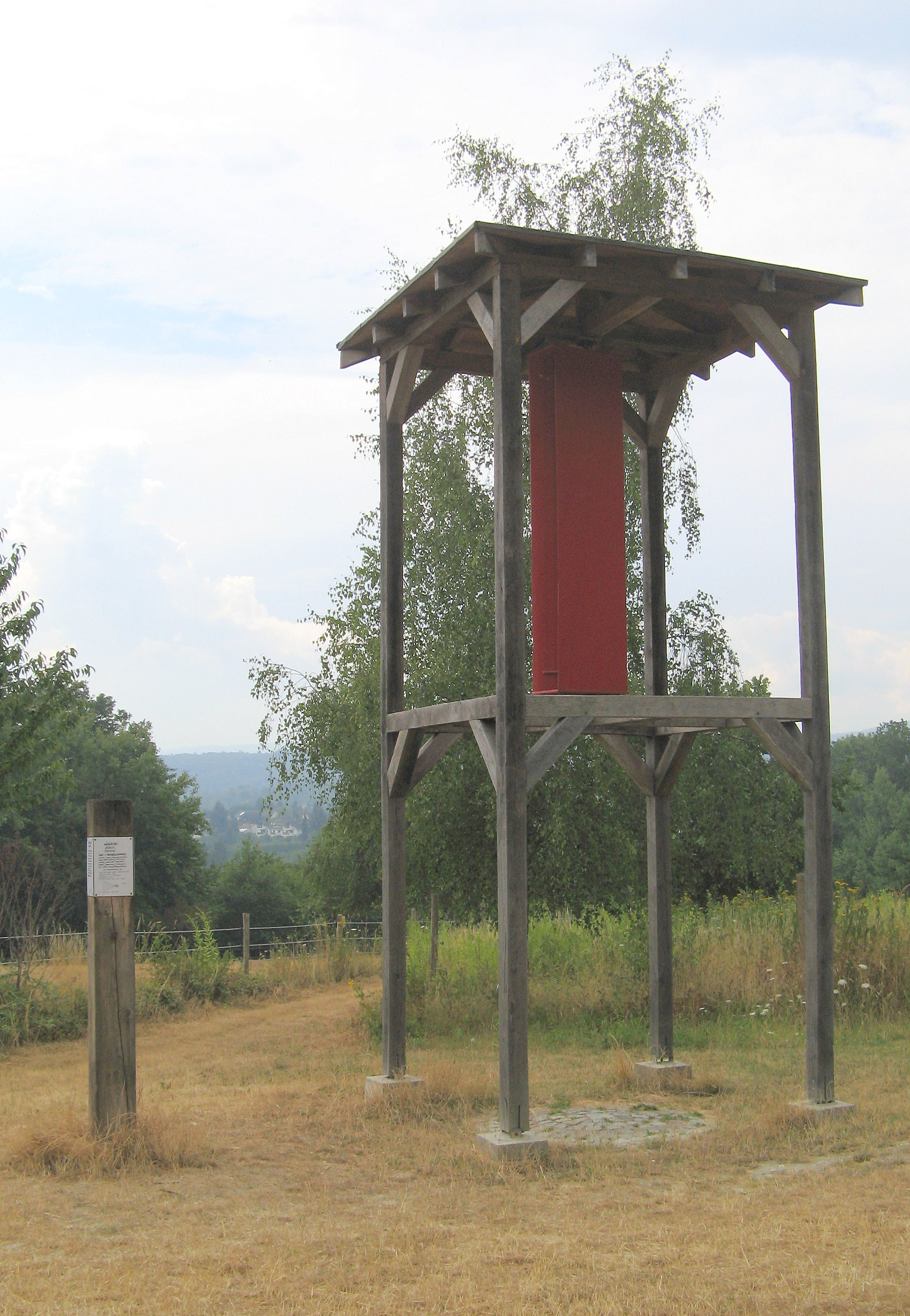
Windharfe
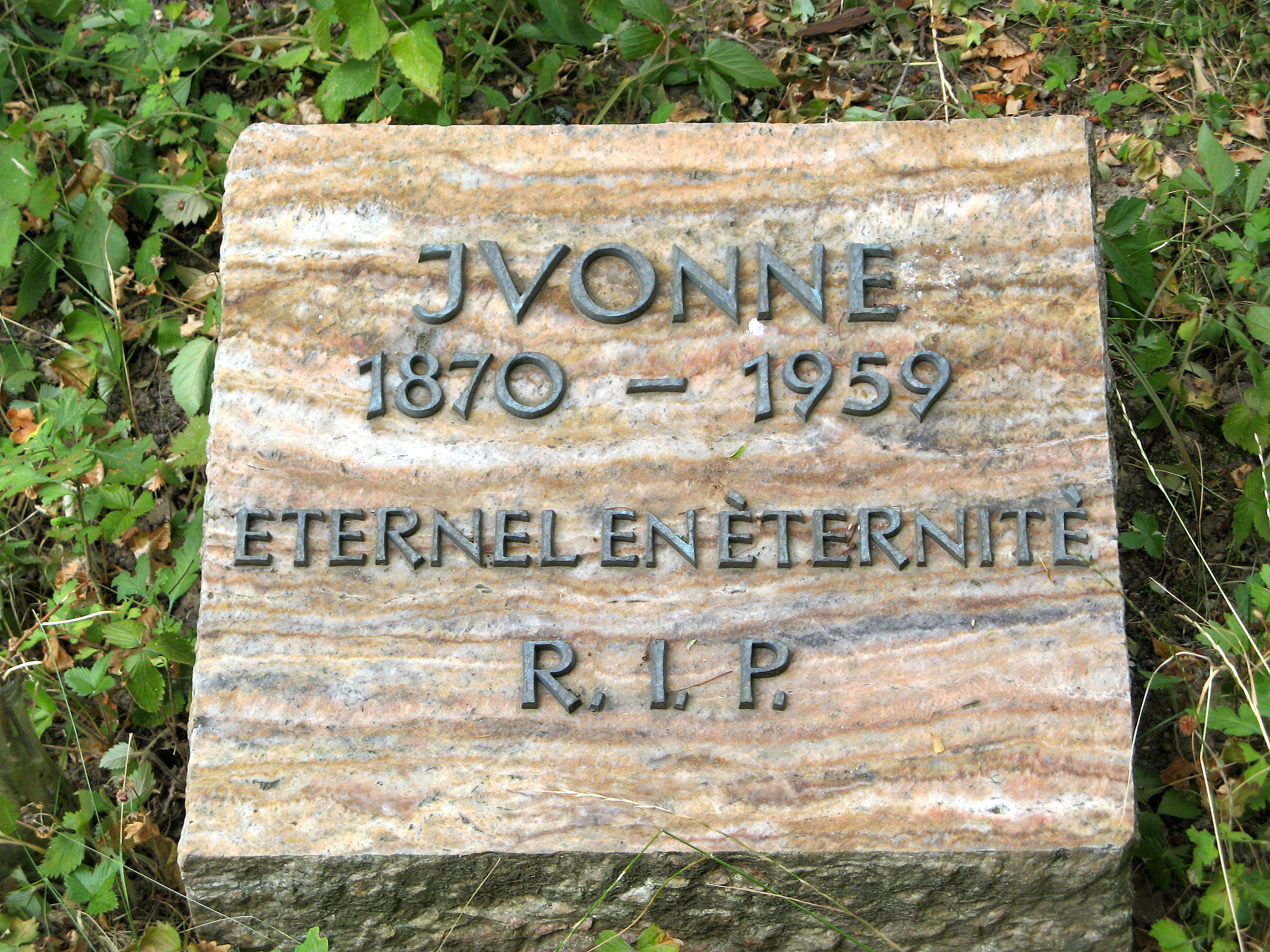
Grabstein von Marie Eugénie Victoire Guérinet, gen. Ivonne
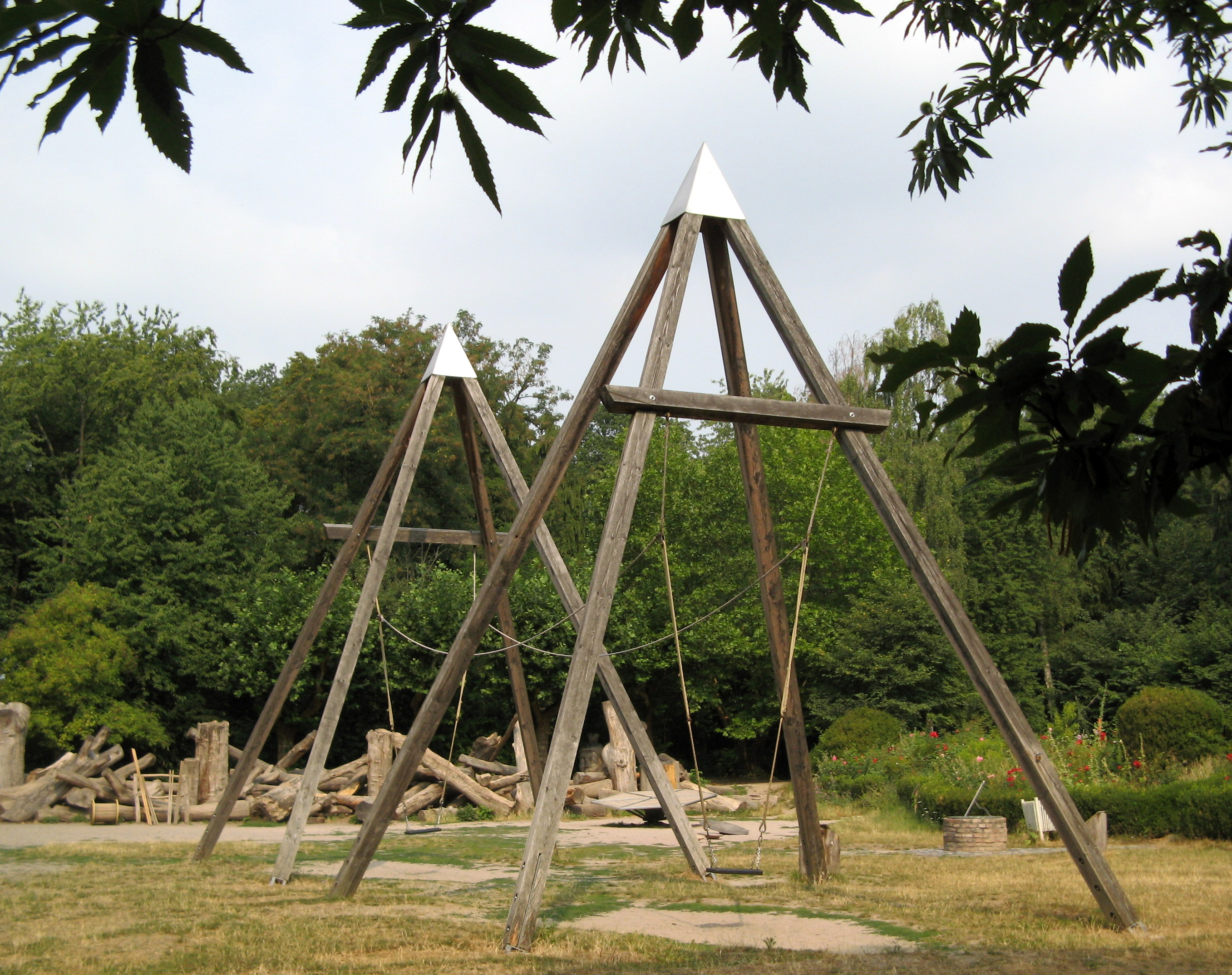
Große Simultanschaukel
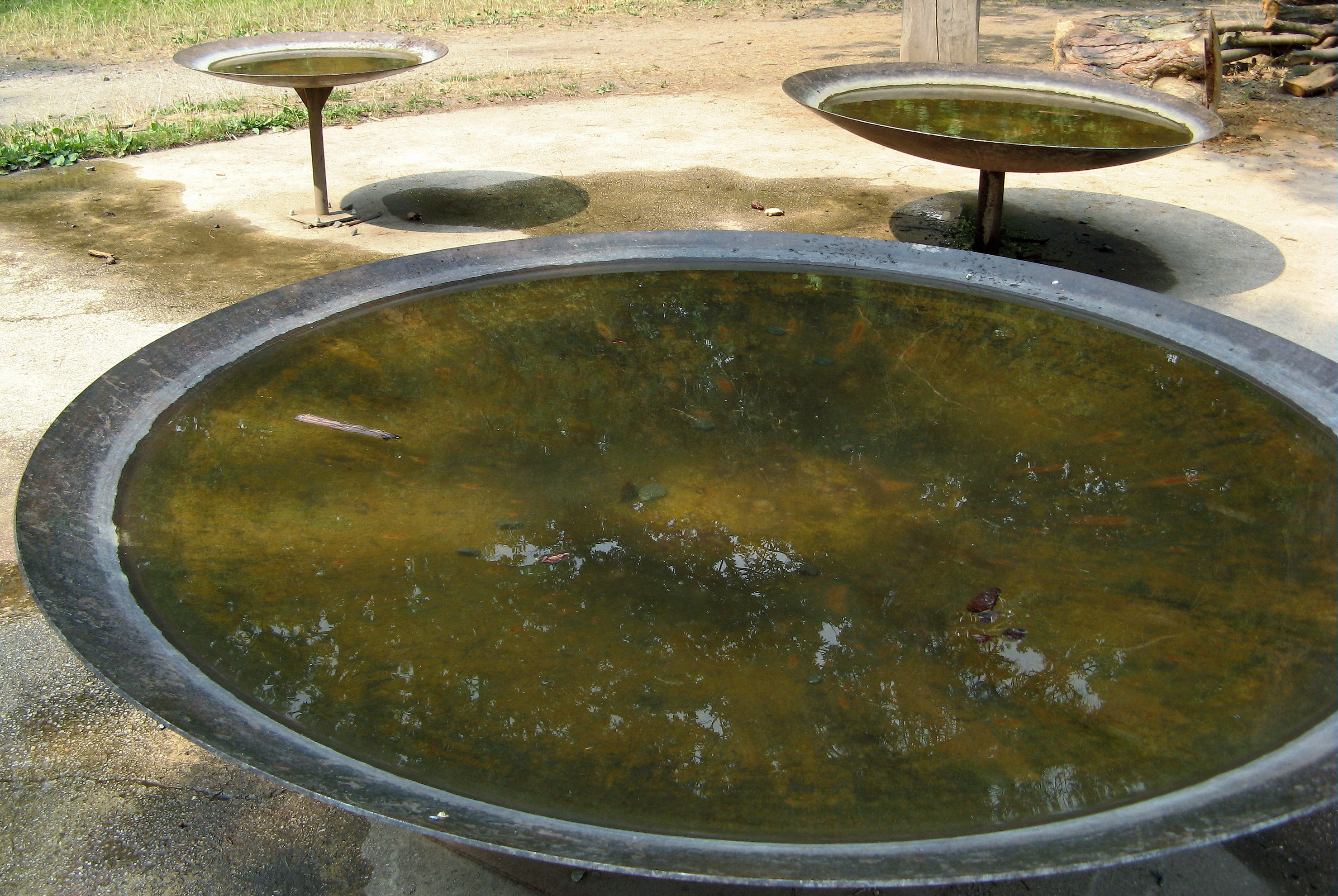
Klangschalen
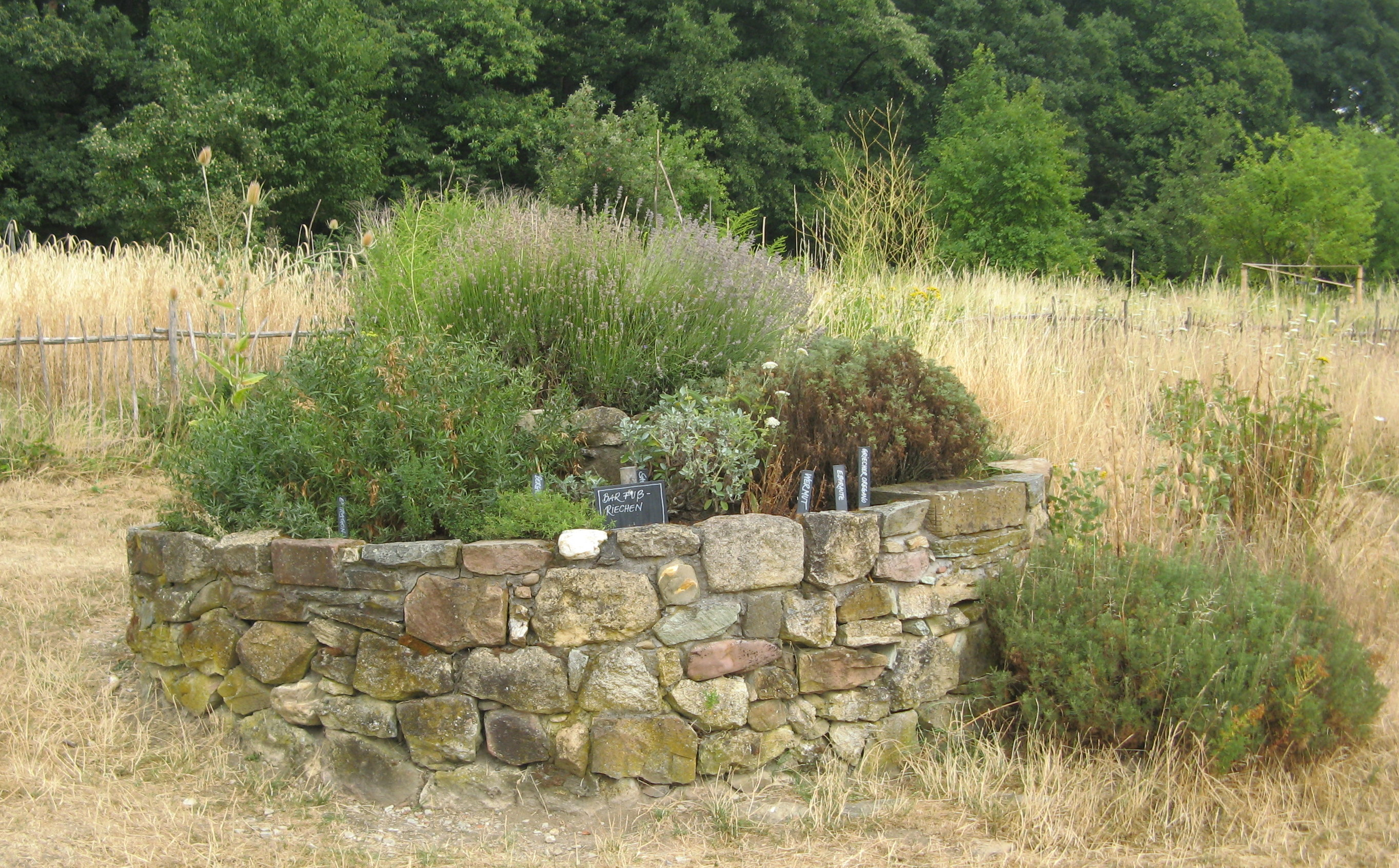
Kräuterbeet Barfuß riechen
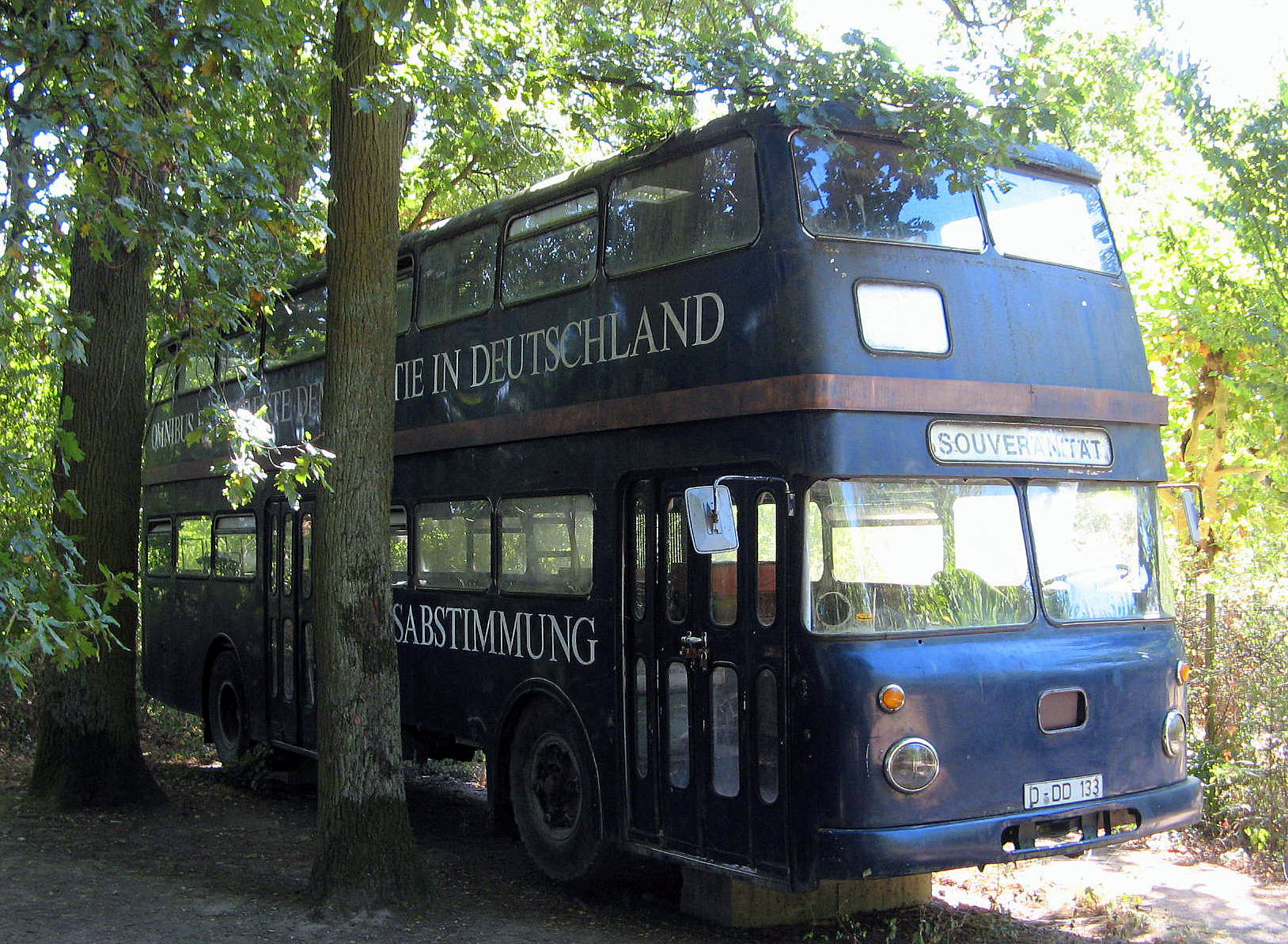
Ausgemusterter Bus der Aktion Omnibus für direkte Demokratie

## Folklore im Garten
Das 1977 erstmals stattfindende Wiesbadener Musikfestival Folklore wurde in den 1990ern in den Schlosspark verlegt und hieß dort Folklore im Garten. Ab dem Jahr 2007 wurde es auf das Gelände des Kulturzentrums Schlachthof verlegt.